# Алгоритм Лукаса — Канаде
Алгоритм Лукаса — Канаде — широко используемый в компьютерном зрении дифференциальный локальный метод вычисления оптического потока.
Основное уравнение оптического потока содержит две неизвестных и не может быть однозначно разрешено. Алгоритм Лукаса — Канаде обходит неоднозначность за счет использования информации о соседних пикселях в каждой точке. Метод основан на предположении, что в локальной окрестности каждого пикселя значение оптического потока одинаково, таким образом можно записать основное уравнение оптического потока для всех пикселей окрестности и решить полученную систему уравнений методом наименьших квадратов.
Алгоритм Лукаса — Канаде менее чувствителен к шуму на изображениях, чем поточечные методы, однако является сугубо локальным и не может определить направление движения пикселей внутри однородных областей.

## Описание алгоритма
Предположим, что смещение пикселей между двумя кадрами невелико. Рассмотрим пиксель p, тогда, по алгоритму Лукаса — Канаде, оптический поток должен быть одинаков для всех пикселей, находящихся в окне с центром в p. А именно, вектор оптического потока {\displaystyle (V_{x},V_{y})} в точке p должен быть решением системы уравнений
{\displaystyle {\begin{cases}I_{x}(q_{1})V_{x}+I_{y}(q_{1})V_{y}=-I_{t}(q_{1})\\I_{x}(q_{2})V_{x}+I_{y}(q_{2})V_{y}=-I_{t}(q_{2})\\...\\I_{x}(q_{n})V_{x}+I_{y}(q_{n})V_{y}=-I_{t}(q_{n})\\\end{cases}}}
где
{\displaystyle q_{1},q_{2},\dots ,q_{n}} — пиксели внутри окна,
{\displaystyle I_{x}(q_{i}),I_{y}(q_{i}),I_{t}(q_{i})} — частные производные изображения {\displaystyle I} по координатам x, y и времени t, вычисленные в точке {\displaystyle q_{i}}.
Это уравнение может быть записано в матричной форме:
{\displaystyle Av=b},
где
{\displaystyle A={\begin{bmatrix}I_{x}(q_{1})&I_{y}(q_{1})\\[10pt]I_{x}(q_{2})&I_{y}(q_{2})\\[10pt]\vdots &\vdots \\[10pt]I_{x}(q_{n})&I_{y}(q_{n})\end{bmatrix}},\quad \quad v={\begin{bmatrix}V_{x}\\[10pt]V_{y}\end{bmatrix}},\quad \quad b={\begin{bmatrix}-I_{t}(q_{1})\\[10pt]-I_{t}(q_{2})\\[10pt]\vdots \\[10pt]-I_{t}(q_{n})\end{bmatrix}}}
Полученную переопределенную систему решаем с помощью  метода наименьших квадратов. Таким образом, получается система уравнений 2×2:
{\displaystyle A^{T}Av=A^{T}b},
откуда
{\displaystyle \mathrm {v} =(A^{T}A)^{-1}A^{T}b},
где {\displaystyle A^{T}} — транспонированная матрица {\displaystyle A}. Получаем:
{\displaystyle {\begin{bmatrix}V_{x}\\[10pt]V_{y}\end{bmatrix}}={\begin{bmatrix}\sum _{i}I_{x}(q_{i})^{2}&\sum _{i}I_{x}(q_{i})I_{y}(q_{i})\\[10pt]\sum _{i}I_{x}(q_{i})I_{y}(q_{i})&\sum _{i}I_{y}(q_{i})^{2}\end{bmatrix}}^{-1}{\begin{bmatrix}-\sum _{i}I_{x}(q_{i})I_{t}(q_{i})\\[10pt]-\sum _{i}I_{y}(q_{i})I_{t}(q_{i})\end{bmatrix}}}

## Взвешенное окно
В методе наименьших квадратов все n пикселей {\displaystyle q_{i}} в окне оказывают одинаковое влияние. Однако логичнее учитывать более близкие к p пиксели с большим весом. Для этого используется взвешенный метод наименьших квадратов,
{\displaystyle A^{T}WAv=A^{T}Wb}
или
{\displaystyle \mathrm {v} =(A^{T}WA)^{-1}A^{T}Wb}
где {\displaystyle W} — диагональная матрица n×n, содержащая веса {\displaystyle W_{ii}=w_{i}}, которые будут присвоены пикселям {\displaystyle q_{i}}. Получаем следующую систему уравнений:
{\displaystyle {\begin{bmatrix}V_{x}\\[10pt]V_{y}\end{bmatrix}}={\begin{bmatrix}\sum _{i}w_{i}I_{x}(q_{i})^{2}&\sum _{i}w_{i}I_{x}(q_{i})I_{y}(q_{i})\\[10pt]\sum _{i}w_{i}I_{x}(q_{i})I_{y}(q_{i})&\sum _{i}w_{i}I_{y}(q_{i})^{2}\end{bmatrix}}^{-1}{\begin{bmatrix}-\sum _{i}w_{i}I_{x}(q_{i})I_{t}(q_{i})\\[10pt]-\sum _{i}w_{i}I_{y}(q_{i})I_{t}(q_{i})\end{bmatrix}}}
В качестве весов {\displaystyle w_{i}} обычно используется нормальное распределение расстояния между {\displaystyle q_{i}} и p.